# Crisi economica argentina
La crisi economica argentina colpì l'economia argentina tra la fine degli anni novanta e l'inizio del decennio successivo. Da un punto di vista macroeconomico il periodo critico iniziò con la diminuzione del PIL nel 1999 e finì nel 2003 col ritorno alla crescita del PIL e un recupero dei livelli di reddito procapite precedenti nel 2005. Tuttavia, le origini del collasso dell'economia argentina e gli effetti sulla popolazione sono strutturali e risalgono a molto tempo prima.

## Origini
Per parecchi anni l'Argentina è stata soggetta ad un'alternanza tra dittature militari e deboli governi democratici, circostanza che ha condotto alla nascita di diversi problemi economici.
Durante il Processo di Riorganizzazione Nazionale (1976–1983), ovvero il periodo della dittatura militare in Argentina, un grosso debito fu accumulato per finanziare diversi progetti poi incompleti, come la guerra delle Falkland e l'appropriamento statale del debito privato. Alla fine del governo militare le imprese argentine furono gravemente colpite e la disoccupazione, calcolata al 18% (nonostante gli organi ufficiali affermassero il 5%) acuì le difficoltà economiche.
Nel 1983 si tornò alla democrazia con l'elezione del presidente Raúl Alfonsín. Il progetto del nuovo governo prevedeva la stabilizzazione dell'economia argentina compresa la creazione di una nuova moneta, l'austral, la prima moneta in Argentina a non chiamarsi peso. La nascita dell'austral fu all'origine di nuovi prestiti e quando lo Stato divenne incapace di pagare gli interessi sul debito, la fiducia nell'austral crollò definitivamente. L'inflazione, che era stata mantenuta a tassi mensili tra il 10 ed il 20%, andò fuori controllo. Nel luglio 1989, l'inflazione argentina raggiunse il tasso mensile del 200%, toccando la variazione del 5.000% per quell'anno. Durante la presidenza Alfonsín la disoccupazione non salì mentre i salari reali si dimezzarono, toccando il minimo degli ultimi 50 anni. Le rivolte popolari del 1989 portano Alfonsín a dimettersi 5 mesi prima della scadenza del mandato, sostituito da Carlos Menem.

## Anni 1990
La lotta all'inflazione ebbe successo e ricominciò la ripresa economica. Con il ministro dell'economia Domingo Cavallo nel 1991 si fissò il cambio a 10 000 austral per 1 dollaro, valore al quale ognuno poteva convertire i propri austral in dollari. Per assicurare la convertibilità, la banca centrale argentina dovette mantenere riserve in dollari in quantità pari alla moneta in circolazione. Lo scopo iniziale di queste misure era di assicurare l'accettazione della moneta nazionale, che durante i periodi di iperinflazione era rifiutata da molti, che preferivano usare il dollaro. Questo principio diventò poi legge (Ley de Convertibilidad) che ripristinò il peso come moneta argentina, con un tasso di cambio fisso verso il dollaro.
I risultati della legge furono una riduzione drastica dell'inflazione, la stabilità dei prezzi ed una valuta stabile. Ciò ebbe effetti positivi sulla qualità della vita per molti cittadini che poterono di nuovo viaggiare all'estero, acquistare beni d'importazione e chiedere crediti in dollari a tassi di interesse bassi.
Tuttavia l'Argentina aveva ancora un debito pubblico collocato all'estero da ripagare e per farlo continuava a chiedere nuovi prestiti. Il tasso di cambio fisso rendeva convenienti le importazioni, portava ad una fuoriuscita di capitali dallo Stato e causò la deindustrializzazione dell'Argentina con conseguente caduta dell'occupazione.
Nel frattempo le spese del governo e la corruzione restavano elevati. Il debito pubblico argentino crebbe velocemente durante gli anni '90 e il paese appariva sempre meno capace di ripagarlo. Il Fondo Monetario Internazionale continuava comunque a concedere all'Argentina prestiti e dilazioni di pagamento. Un'enorme evasione fiscale unita al riciclaggio di denaro portarono all'evaporazione di una grande quantità di capitali, che si trovavano ora in paradisi fiscali. Una commissione parlamentare iniziò indagini nel 2001 sulle accuse rivolte al governatore della banca centrale argentina, Pedro Pou, e ad una parte del consiglio direttivo, in merito alla mancata scoperta dei numerosi casi di riciclaggio di denaro nel sistema finanziario argentino. Anche Clearstream fu accusata di aver contribuito a questa situazione.
Altri paesi come Messico e Brasile (entrambi importanti partner commerciali dell'Argentina) affrontarono a loro volta crisi economiche, provocando una generale perdita di fiducia degli altri Stati nei confronti dell'America latina, con riflessi su tutte le economie della regione. Il flusso di moneta straniera incassata con le privatizzazioni di imprese pubbliche si esaurì e, dopo il 1999, le esportazioni argentine si ridussero per effetto della svalutazione del real brasiliano e per la rivalutazione del dollaro che fece rivalutare il peso nei confronti delle monete dei maggiori partner commerciali come Brasile (verso cui si indirizzava il 30% del commercio internazionale) e area Euro (23% del commercio).
Nel 1999, il neoeletto presidente Fernando de la Rúa trovò un paese dove la disoccupazione era ormai a livelli critici e gli effetti negativi del tasso di cambio fisso erano ben evidenti. Nel 1999 il PIL diminuì del 4% e il paese entrò in una recessione. La stabilità economica si trasformò in stagnazione (a volte con episodi di deflazione) e le misure economiche prese per contrastarla non facevano nulla per allontanarla; infatti, il governo continuò le politiche economiche restrittive del suo predecessore. La soluzione possibile era l'abbandono del tasso di cambio fisso con una svalutazione volontaria del peso, ma ciò era considerato un suicidio politico e la ricetta perfetta per il disastro economico. Alla fine del secolo, era emersa una certa gamma di valute complementari.
Nonostante le province argentine avessero sempre emesso valuta complementare sotto forma di titoli ed assegni per supplire a mancanze di liquidità, il mantenimento del tasso di cambio fisso portò ad un'esplosione del fenomeno, portando alle quasi-valute; la più forte di esse era il Patacón, emesso dalla provincia di Buenos Aires. Anche lo stato nazionale aveva la sua quasi valuta, il LECOP.

## La crisi
L'Argentina perse rapidamente la fiducia degli investitori e la fuga di capitali aumentò. Nel 2001 la gente iniziò a temere il peggio e a ritirare grosse somme di denaro dai propri conti correnti bancari, convertendo pesos in dollari e mandandoli all'estero, si scatenò una corsa agli sportelli. Il governo adottò una serie di misure (note come corralito) che congelarono effettivamente tutti i conti bancari per dodici mesi, permettendo unicamente prelievi di piccole somme di denaro.
Questo limite ai prelievi, unito ai seri problemi che causò, esasperò il popolo argentino che in alcuni casi si riversò nelle strade di importanti città, specialmente Buenos Aires. Si svilupparono proteste popolari, note con il nome di cacerolazo, che consistevano nel percuotere rumorosamente pentole e padelle. Queste proteste avvennero soprattutto nel 2001 e 2002. All'inizio i cacerolazos furono semplicemente manifestazioni rumorose, ma presto inclusero distruzioni di proprietà, spesso nei confronti di banche e compagnie private straniere, specialmente grandi imprese americane ed europee. Molti esercizi commerciali installarono barriere di metallo dato che spesso finestre e vetrine venivano rotte e si appiccavano fuochi alle porte. Cartelloni pubblicitari di imprese come Coca Cola ed altre furono abbattuti da masse di dimostranti.
Gli scontri fra i locali e la polizia divennero una consuetudine così come gli incendi appiccati nelle strade di Buenos Aires. Fernando de la Rúa dichiarò lo stato d'emergenza ma questo peggiorò soltanto la situazione, aggravando le proteste del 20 e 21 dicembre 2001 a Plaza de Mayo, dove i dimostranti si scontrarono con la polizia. Esse si conclusero con diversi morti e accelerarono la caduta del governo. Alla fine De la Rúa abbandonò la Casa Rosada in elicottero il 21 dicembre.

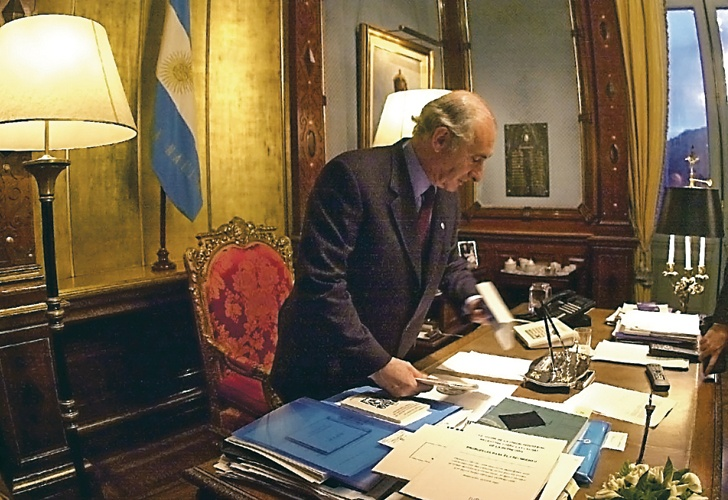
Il Presidente Fernando de la Rúa si dimette durante le rivolte, 21 dicembre 2001.

La crisi politica si originò a partire dalle dimissioni del vice presidente di De la Rúa, Carlos Álvarez. Seguendo le procedure di successione presidenziale stabilite nella Costituzione, il presidente del Senato Ramón Puerta entrò in carica e si riunì l'Assemblea legislativa (un corpo formato dai membri di entrambe le camere del Congresso). Secondo la legge, i candidati erano i membri del Senato insieme ai governatori delle province; alla fine si nominò Adolfo Rodríguez Saá, a quel tempo governatore della Provincia di San Luis. Durante l'ultima settimana del 2001, il governo ad interim guidato da Rodríguez Saá, di fronte all'impossibilità di ripagare il debito, dichiarò lo stato di default sulla maggior parte del debito pubblico, per una quantità pari a 132 miliardi di dollari.
Un acceso dibattito politico nacque al momento di decidere il periodo per le elezioni successive, le ipotesi variavano dal marzo 2002 all'ottobre 2003 (quest'ultima proposta coincideva con la scadenza del mandato di De la Rúa).
Il team economico di Rodríguez Saá propose un progetto disegnato per preservare il regime di convertibilità, chiamato piano “Terza Valuta”. Esso consisteva nella creazione di una nuova valuta non convertibile chiamata Argentino che avrebbe dovuto coesistere con pesos e dollari statunitensi. Sarebbe dovuta circolare solo in contanti (assegni, cambiali ed altri strumenti sarebbero potuti essere emessi in pesos o dollari ma non in argentinos) e sarebbe stata garantita parzialmente con terreni amministrati dallo stato federale; queste caratteristiche servivano a controbilanciare le tendenze inflazionistiche.
Una volta che l'argentino avesse avuto lo status di valuta legale sarebbe stato usato per riscattare tutta la valuta complementare già in circolazione. Si sperava che la conservazione della convertibilità ristabilisse la fiducia popolare, mentre la natura non convertibile di questa valuta avrebbe permesso di attuare misure di flessibilità fiscale (impensabili con il peso) che avrebbero contrastato la devastante recessione economica. I critici definirono questo piano una “svalutazione controllata”; i difensori del progetto ribattevano che, siccome il controllo di una svalutazione è una procedura delicatissima, questa era una lode travestita da critica. Il piano “Terza Valuta” raccolse consensi entusiastici tra famosi economisti come Martín Redrado, tuttavia esso non poté mai essere implementato perché il governo di Rodríguez Saá mancava del supporto politico richiesto.
Rodríguez Saá, completamente incapace di affrontare la crisi e criticato dal suo stesso partito, dette le dimissioni prima della fine del 2001. L'Assemblea legislativa fu convocata di nuovo e nominò Eduardo Duhalde, senatore per la provincia di Buenos Aires, al suo posto.

## La fine della convertibilità

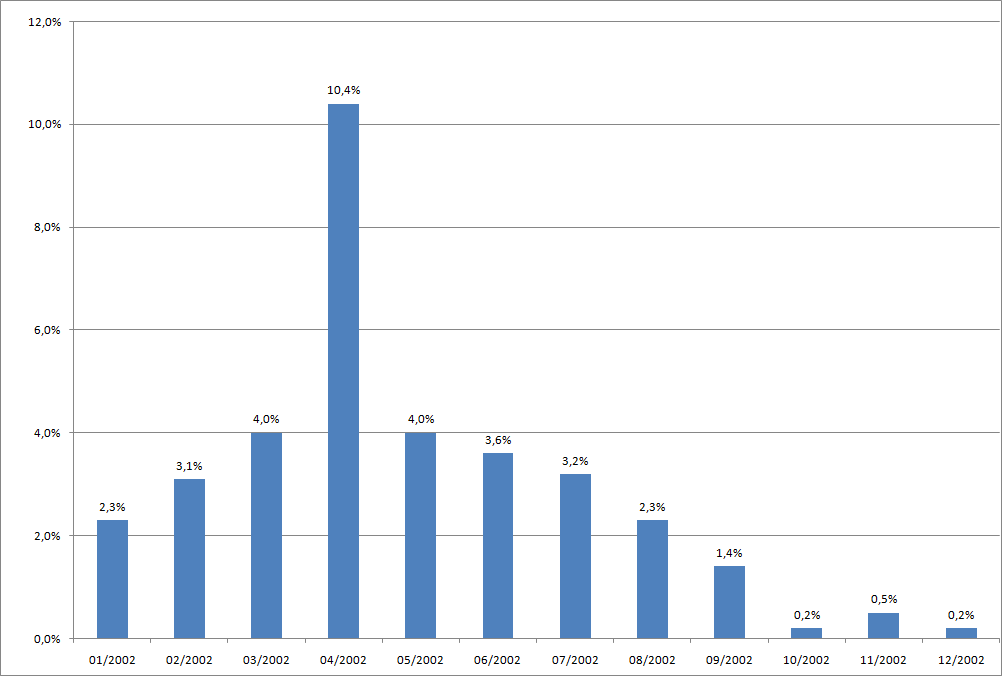
Inflazione mensile in Argentina nel 2002 (il picco è 10,4%, ad aprile).

Dopo molte considerazioni, nel gennaio del 2002 Duhalde abbandonò la parità 1 a 1 dollaro-peso che era rimasta in vigore per dieci anni. In pochi giorni il peso perse gran parte del proprio valore nel mercato non regolamentato. Un tasso di scambio provvisorio ufficiale fu fissato a 1,4 pesos per dollaro.
Oltre al corralito, il ministro dell'economia si fece promotore della pesificación ("pesificazione"), secondo la quale tutti i conti correnti denominati in dollari sarebbero stati convertiti in pesos al tasso ufficiale. Questa misura fece arrabbiare molti risparmiatori e molti cittadini si appellarono perché venisse dichiarata incostituzionale.
Dopo alcuni mesi, il tasso di cambio fu lasciato fluttuare liberamente. Il peso soffrì un enorme deprezzamento, ciò spinse l'inflazione poiché l'Argentina dipendeva fortemente dalle importazioni e al tempo non aveva mezzi locali per rimpiazzare i prodotti esteri.
Durante il 2002 inflazione e disoccupazione continuarono a peggiorare. Il vecchio tasso di cambio 1 a 1 era schizzato a quasi 4 pesos per dollaro, mentre l'inflazione accumulata dal momento della svalutazione era circa pari all'80%. La qualità della vita dell'argentino medio si era abbassata di conseguenza; molte imprese chiusero o fallirono, molti prodotti importati divennero praticamente inaccessibili ed i salari furono lasciati così com'erano prima della crisi.
Dato che la quantità di pesos in circolazione non bastava a soddisfare la richiesta di contanti nemmeno dopo la svalutazione, grandi quantità di valuta complementare continuarono a circolare. La paura dell'iperinflazione come conseguenza della svalutazione limitò velocemente l'attrattività dei ricavi associati a queste valute, derivanti dalla convertibilità con il peso. La loro accettabilità divenne molto irregolare, in quanto dipendeva ora dalla volontà dello Stato di prenderle come pagamento di tasse o di altri addebiti. Molto spesso esse erano accettate a meno del valore nominale, un esempio estremo sono i Federal della provincia di Entre Ríos che erano valutati in media al 30% del valore nominale dato che il governo provinciale che li aveva emessi era riluttante a riprenderseli indietro. Il Patacón fu un'eccezione a questo fenomeno dato che era spesso scambiato 1 a 1 col peso. Circolavano voci sul fatto che il governo avrebbe semplicemente bandito le valute complementari da un giorno all'altro invece di ritirarle a tassi svantaggiosi, lasciando così i loro proprietari con inutile carta stampata.

### Effetti immediati

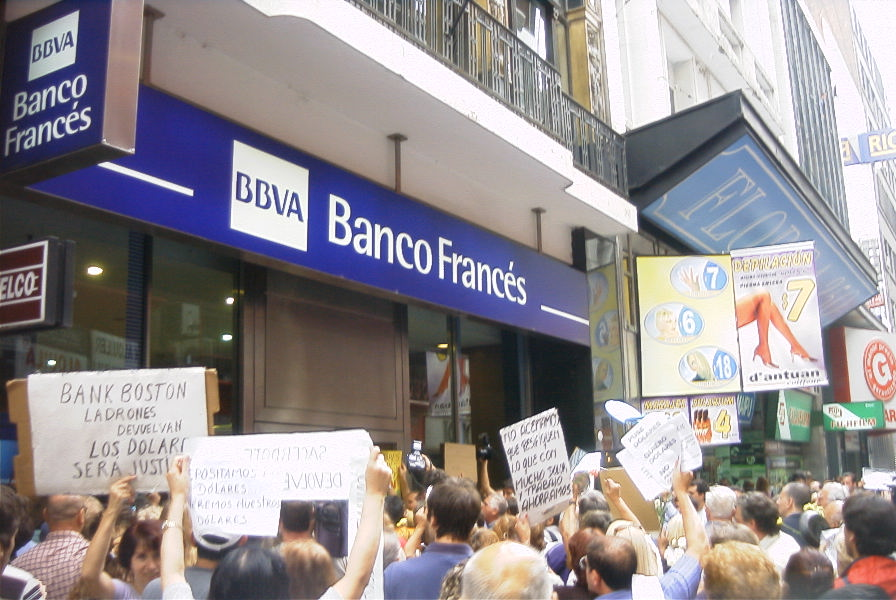
Depositanti che protestano per il congelamento dei conti. I loro conti in dollari furono convertiti in pesos a meno della metà del loro valore.

Molte compagnie private furono colpite dalla crisi: Aerolíneas Argentinas, per esempio, fu una fra le imprese più coinvolte e dovette fermare tutti i voli internazionali per vari giorni nel 2002. La compagnia aerea andò vicina al fallimento ma riuscì a sopravvivere.
Molte migliaia dei nuovi senzatetto e disoccupati argentini trovarono lavoro come cartoneros, cioè raccoglitori di cartone. Si stima che nel 2003 da 30.000 a 40.000 persone frugassero per le strade alla ricerca di cartone per guadagnare quanto bastava per sopravvivere vendendolo agli impianti di riciclaggio. Questo è solo uno dei tanti metodi che si utilizzavano in Argentina per far fronte ad un tasso di disoccupazione che era salito fino al 25%.
Anche l'agricoltura sentì le conseguenze della crisi: i prodotti argentini erano rifiutati in alcuni mercati internazionali per paura che arrivassero danneggiati a causa delle cattive condizioni in cui erano coltivati, l'USDA applicò per esempio restrizioni su cibo e farmaci che arrivavano negli Stati Uniti dall'Argentina.
I proprietari di canali televisivi furono costretti a produrre show più economici come per esempio i reality show, praticamente tutti i programmi più educativi furono cancellati.
Il bilancio turistico col Cile si invertì a causa dei prezzi bassi dell'Argentina.

## La ripresa
Eduardo Duhalde, dopo essere riuscito a stabilizzare la situazione, chiamò il popolo alle urne. Il 25 maggio 2003 il presidente Néstor Kirchner prese il comando. Kirchner tenne Roberto Lavagna, il ministro dell'economia nominato da Duhalde, al suo posto. Lavagna, un economista rispettato con idee centriste, aveva mostrato una buona capacità di gestire la crisi, con l'aiuto di misure eterodosse.
La prospettiva economica era del tutto differente da quella degli anni novanta; il peso debole aveva reso le esportazioni argentine economiche e competitive all'estero ed aveva scoraggiato le importazioni. Inoltre, l'alto prezzo della soia sui mercati internazionali causò un grande afflusso di valuta estera (la Cina divenne il maggior compratore di soia argentina e dei suoi derivati).
Il governo incoraggiò la produzione locale e prestiti accessibili per le imprese, organizzò un piano ambizioso per aumentare il gettito fiscale e destinò una grande quantità di denaro ai servizi sociali controllando la spesa in altri campi.
Come conseguenza del modello produttivo dell'amministrazione e delle sue misure di controllo (vendere le riserve in dollari nei mercati pubblici), il peso si rivalutò lentamente, arrivando ad un rapporto 3 a 1 con il dollaro.
L'enorme avanzo commerciale causò un tale afflusso di dollari che il governo fu costretto ad intervenire per impedire un eccessivo rafforzamento del peso, che avrebbe rovinato il piano di raccolta tasse (basato principalmente su tasse alle importazioni e su licenze) e scoraggiato un proseguimento della reindustrializzazione. La banca centrale iniziò a comprare dollari nel mercato locale e ad accumularli come riserve. Nel dicembre del 2005 le riserve di valuta estera avevano raggiunto i 28 miliardi di dollari (si ridussero molto dopo il pagamento anticipato dell'intero debito al Fondo Monetario Internazionale che avvenne nel gennaio del 2006). Il lato negativo di questa strategia di accumulazione di riserve era che i dollari dovevano essere comprati con pesos emessi da poco tempo, questo avrebbe potuto provocare un aumento dell'inflazione. La banca centrale neutralizzò una parte di questa emissione monetaria vendendo lettere del Tesoro. In questo modo il tasso di cambio fu stabilizzato ad un valore circa pari a 3 pesos per dollaro.

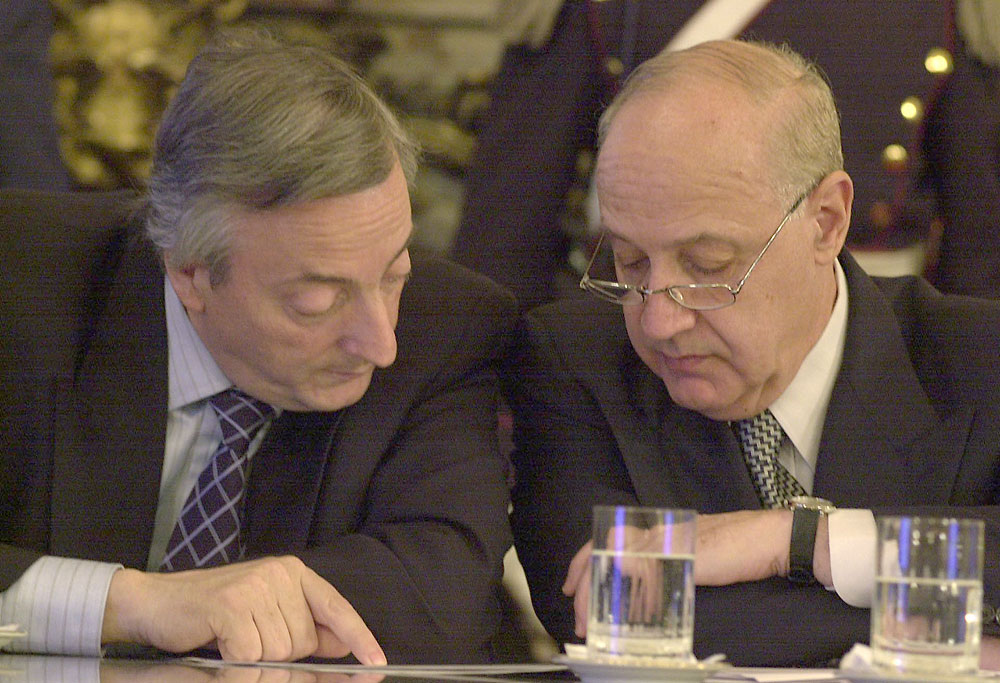
Colloquio tra il presidente Néstor Kirchner e il ministro dell'economia Roberto Lavagna, agosto 2004.

La questione del tasso di cambio della valuta era complicata da due fattori opposti: un marcato aumento delle importazioni dal 2004 (che aumentò la domanda di dollari) ed il ritorno degli investimenti esteri (che portavano nuova moneta dall'estero) dopo il successo nella ristrutturazione di tre quarti del debito estero. Il governo configurò controlli e restrizioni per impedire agli investimenti speculativi a breve termine di destabilizzare il mercato finanziario.
La ripresa argentina ebbe una leggera ricaduta nel 2004 quando l'accresciuta domanda industriale causò una breve crisi energetica.
L'Argentina ad ogni modo riuscì a tornare alla crescita economica con grande forza; il PIL aumentò dell'8,8% nel 2003, del 9,0% nel 2004, del 9,2% nel 2005, dell'8,5% nel 2006 e dell'8,7% nel 2007. I salari sono saliti in media ad un tasso del 17% annuo dal 2002 (con un salto al 25% annuo nel maggio 2008), ed i prezzi al consumo hanno in parte accompagnato questo innalzamento; l'inflazione, anche se non comparabile ai livelli delle precedenti crisi, restava alta, 12,5% nel 2005, 10% nel 2006, 15% nel 2007. Questo ha portato il governo ad aumentare le tariffe doganali per gli esportatori e a fare pressioni ai dettaglianti affinché evitassero una guerra dei prezzi così da stabilizzarli, finora questi rimedi hanno avuto pochi effetti.
Sebbene la disoccupazione si sia considerevolmente ridotta, l'Argentina ha finora fallito nel raggiungere una equa distribuzione dei redditi (il 10% più ricco della popolazione ha un reddito 31 volte maggiore del 10% più povero). Tuttavia questa disparità è minore di quella rilevata in molti paesi dell'America Latina, dell'Asia e dell'Africa.

## Cooperative autogestite dei lavoratori
Mentre l'economia collassava, molti imprenditori ed investitori stranieri ritirarono tutto il loro denaro dall'Argentina per mandarlo oltremare. Di conseguenza, diverse piccole e medie imprese chiusero per mancanza di capitali intensificando così la disoccupazione. Alcuni lavoratori di queste compagnie, trovandosi di fronte ad un'improvvisa perdita del posto di lavoro e senza nessuna fonte di reddito, decisero di mettersi in proprio. Aprirono così nuove imprese, senza la presenza dei vecchi capi e dei loro capitali, nella forma di cooperative autogestite.
Le cooperative dei lavoratori avevano una grande varietà: esempi di questo fenomeno sono la fabbrica di ceramiche Zanon (FaSinPat), l'Hotel Bauen, la fabbrica di abiti Brukman, la stamperia Chilavert e molte altre. Nel 2007 circa 10.000 persone lavoravano in imprese autogestite, queste rappresentavano una buona fonte di impiego e di crescita economica. In alcuni casi, i precedenti proprietari mandavano la polizia per allontanare i dipendenti dal posto di lavoro; ciò a volte aveva successo ma in altri casi i lavoratori difesero il posto di lavoro mettendosi contro lo Stato, la polizia ed i capi.
Alcune imprese sono poi state comprate dai dipendenti dietro pagamento di quote nominali, altre sono rimaste occupate dai lavoratori.

## Effetti sulla distribuzione della ricchezza
Nonostante il PIL sia cresciuto poderosamente e rapidamente dal 2003, solo alla fine del 2004 esso raggiunse i livelli pre-recessione del 1998. Altri indicatori macroeconomici hanno seguito percorsi simili. Uno studio di Equis, un'impresa di consulenza indipendente, ha rivelato che le due misure della disuguaglianza economica, il coefficiente di Gini e lo scarto in termini di ricchezza tra il 10% più ricco ed il 10% più povero della popolazione, sono cresciute continuamente dal 2001 e sono diminuite per la prima volta nel marzo 2005.
| \| Data della misurazione \| Povertà estrema \| Sotto la soglia di povertà \| \| ---------------------- \| --------------- \| -------------------------- \| \| Maggio 2001 \| 11,6% \| 35,9% \| \| Ottobre 2001 \| 13,6% \| 38,3% \| \| Maggio 2002 \| 24,8% \| 53,0% \| \| Ottobre 2002 \| 27,5% \| 57,5% \| \| Maggio 2003 \| 26,3% \| 54,7% \| \| 2º semestre 2003 \| 20,5% \| 47,8% \| \| 1º semestre 2004 \| 17,0% \| 44,3% \| \| 2º semestre 2004 \| 15,0% \| 40,2% \| \| 1º semestre 2005 \| 13,6% \| 38,5% \| \| 2º semestre 2005 \| 12,2% \| 33,8% \| \| 1º semestre 2006 \| 11,2% \| 31,4% \| \| 2º semestre 2006 \| 8,7% \| 26,4% \| \| 2º semestre 2007 \| 5,9% \| 20,6% \| \| 1º semestre 2008 \| 5,1% \| 17,8% \| \| 2º semestre 2008 \| 4,4% \| 15,3% \| | La tabella a sinistra mostra le statistiche sulla povertà in Argentina in percentuale della popolazione. La prima colonna mostra la data della misurazione (da notare che il metodo cambiò nel 2003 con misurazioni effettuate ogni semestre). Povertà estrema è qui definita come la mancanza di quella quantità di denaro che possa garantire pasti adeguati. La soglia di povertà è posizionata più in alto: è il reddito minimo necessario per i bisogni base come cibo, vestiti, un riparo adeguato e l'istruzione. |                            |
| Data della misurazione | Povertà estrema | Sotto la soglia di povertà |
| Maggio 2001 | 11,6% | 35,9%                      |
| Ottobre 2001 | 13,6% | 38,3%                      |
| Maggio 2002 | 24,8% | 53,0%                      |
| Ottobre 2002 | 27,5% | 57,5%                      |
| Maggio 2003 | 26,3% | 54,7%                      |
| 2º semestre 2003 | 20,5% | 47,8%                      |
| 1º semestre 2004 | 17,0% | 44,3%                      |
| 2º semestre 2004 | 15,0% | 40,2%                      |
| 1º semestre 2005 | 13,6% | 38,5%                      |
| 2º semestre 2005 | 12,2% | 33,8%                      |
| 1º semestre 2006 | 11,2% | 31,4%                      |
| 2º semestre 2006 | 8,7% | 26,4%                      |
| 2º semestre 2007 | 5,9% | 20,6%                      |
| 1º semestre 2008 | 5,1% | 17,8%                      |
| 2º semestre 2008 | 4,4% | 15,3%                      |

## Ristrutturazione del debito
Quando nel 2002 venne dichiarato il default gli investitori stranieri abbandonarono lo stato ed il flusso di capitali verso l'Argentina cessò quasi completamente. Il governo si trovò ad affrontare l'arduo compito di rifinanziare il debito. Lo stato non aveva denaro da parte al tempo e le riserve di valuta estera della banca centrale erano quasi del tutto esaurite.
Il governo argentino rimase sulla propria posizione e riuscì infine a trovare l'accordo nel 2005; esso prevedeva che il 76% dei titoli oggetto di default fosse rimpiazzato da altri con un valore nominale molto più basso (25-35% dell'originale) e scadenze più lunghe. Nel 2008, il presidente Cristina Fernández de Kirchner annunciò di essere allo studio di una riapertura dell'accordo del 2005 così che anche il restante 24% dei vecchi proprietari di titoli argentini potesse aderirvi; in questo modo si sarebbe potuti uscire del tutto dal default nei confronti degli investitori privati.

## Critiche del FMI
Il Fondo Monetario Internazionale non subì trattamenti di favore nella rinegoziazione della propria parte del debito argentino. Alcuni pagamenti furono rifinanziati o posposti sulla base di vari accordi. Tuttavia, le autorità del FMI al tempo espressero dure critiche riguardo agli sconti e fecero pressioni per i creditori privati.
Il 21 settembre 2004, in un discorso davanti all'Assemblea generale delle Nazioni Unite, il presidente Kirchner disse: "È necessaria una riforma urgente, forte e strutturale del Fondo Monetario Internazionale, per prevenire le crisi e per aiutare a fornire soluzioni”. Riferendosi implicitamente al fatto che l'intento dell'originale sistema di Bretton Woods era di incoraggiare lo sviluppo economico, Kirchner avvertì che il FMI doveva cambiare quella direzione che l'aveva portato a passare da una posizione di prestatore di fondi per lo sviluppo ad una di creditore che reclama privilegi.
Durante il fine settimana del 1 e 2 ottobre 2004, all'incontro annuale del FMI e della Banca Mondiale, i leader del FMI, dell'Unione europea, del G7, e dell'Institute of International Finance, avvisarono il presidente Kirchner che l'Argentina doveva innanzitutto arrivare ad un accordo immediato di ristrutturazione del debito con i fondi speculativi vulture, poi aumentare il proprio avanzo primario di bilancio per pagare più debito ed infine imporre riforme strutturali per dimostrare alla comunità finanziaria mondiale di meritarsi prestiti ed investimenti.
Nel 2005, quando un consistente e crescente avanzo fiscale lo rese possibile, l'Argentina adottò una politica di disindebitamento verso il FMI: iniziò a pagare il Fondo regolarmente, evitando il più possibile rinegoziazioni, così da guadagnare indipendenza da esso. Il 15 dicembre 2005, seguendo un'iniziativa simile a quella attuata dal Brasile, il presidente Kirchner annunciò improvvisamente che l'Argentina avrebbe pagato l'intero debito al FMI. I pagamenti del debito, per un totale di 9,810 miliardi di dollari, erano stati precedentemente fissati in un programma rateale che sarebbe durato fino al 2008. L'Argentina ripagò il debito con le riserve di valuta estera della banca centrale.
In un rapporto del giugno 2006, un gruppo di esperti indipendenti assoldati dal FMI per revisionare il lavoro del suo Independent Evaluation Office (IEO) dichiarò che la valutazione del caso argentino aveva sofferto una manipolazione delle informazioni ed una mancanza di collaborazione da parte del FMI; si sostiene che l'IEO abbia ammorbidito eccessivamente le proprie conclusioni per evitare di criticare il consiglio direttivo del FMI.

## Accuse di utilizzo di conti Clearstream segreti
Secondo la Commissione europea, Clearstream ha una posizione dominante in Europa nel ruolo di clearing house. I fondi che finanziavano il debito privato e pubblico argentino sono transitati attraverso Clearstream, fatto inevitabile vista la posizione di quasi-monopolio della compagnia. Tuttavia, secondo Revelation$ (2001), scritto dal giornalista Denis Robert e da Ernest Backes, alcuni fondi argentini passarono attraverso un sistema illegale di conti segreti usati da Clearstream. Citibank in particolare, che possedeva una larga parte del debito privato argentino, aveva numerosi conti bancari di ignoti presso Clearstream. Questo sistema illegale di conti segreti ha reso Clearstream, secondo diversi giudici come Eva Joly e Renaud van Ruymbeke, membri del parlamento europeo come Harlem Désir, Glyn Ford e Francis Wurtz, e l'ONG Attac, un importante attore dell'economia sommersa, attraverso cui si potrebbe indagare su evasione fiscale a livello globale e riciclaggio di denaro.

## Film
- Nove regine (2000)
- Un día de suerte (2002)
- Diario del saccheggio (2004)
- The Take (2004)
- La dignità degli ultimi (2005)
- Criminali come noi (2019)